# Picher (Oklahoma)
Picher es una ciudad ubicada en el condado de Ottawa en el estado estadounidense de Oklahoma. En el año 2010 tenía una población de 20 habitantes y una densidad poblacional de 3,45 personas por km².

## Geografía
Picher se encuentra ubicada en las coordenadas 36°58′58″N 94°49′58″O / 36.98278, -94.83278 (36.982824, -94.832777).

## Demografía
Según la Oficina del Censo en 2000 los ingresos medios por hogar en la localidad eran de $19,722 y los ingresos medios por familia eran $25,950. Los hombres tenían unos ingresos medios de $22,321 frente a los $15,947 para las mujeres. La renta per cápita para la localidad era de $10,938. Alrededor del 25.4% de la población estaban por debajo del umbral de pobreza.